# Joachim Peiper
Joachim Peiper (n. 30 ianuarie 1915, Berlin, Imperiul German – d. 14 iulie 1976, Traves⁠(d), Franche-Comté⁠(d), Franța) a fost un ofițer german Schutzstaffel (SS) și criminal de război. În timpul celui de-Al Doilea Război Mondial din Europa, Peiper a servit ca adjutant personal al lui Heinrich Himmler, liderul SS, și ca un comandant de tancuri în Waffen-SS. 
Istoricul german Jens Westemeier⁠(d) a afirmat că Peiper a personificat ideologia nazistă, ca un pretins comandant nemilos, care era indiferent față de pierderile de luptă ale grupului de luptă pe care îl conducea și care a tolerat și a încurajat crimele de război ale soldaților săi Waffen-SS.
Ca adjutant al lui Himmler, Peiper a fost martor la implementarea de către SS a Holocaustului prin epurarea etnică și genocidul evreilor din Europa de Est; fapte pe care le-a negat în perioada postbelică. Ca un comandant de tancuri, Peiper a servit în Divizia 1 SS Panzer Leibstandarte Adolf Hitler (LSSAH) pe Frontul de Est și pe Frontul de Vest, mai întâi comandant de batalion și apoi comandant de regiment. Peiper a luptat în a treia bătălie de la Harkov și în Ofensiva din Ardeni, în care grupul său de luptă omonim – Kampfgruppe Peiper – a devenit notoriu pentru comiterea crimelor de război împotriva civililor și a prizonierilor de război.
După eliberarea sa din închisoare, Peiper a lucrat pentru companiile de automobile Porsche și Volkswagen și mai târziu s-a mutat în Franța, unde a lucrat ca traducător independent. De-a lungul vieții sale de după război, Peiper a fost foarte activ în rețeaua de socializare a foștilor SS, centrată pe organizația de dreapta HIAG⁠(d) (Asociația de ajutor reciproc a foștilor membri Waffen-SS). În 1976, Peiper a murit asfixiat după ce comuniști francezi i-au descoperit identitatea și i-au incendiat casa.